# Miguel de Bulhões e Sousa
Dom Frei Miguel de Bulhões e Sousa, OP, nasceu em Verdemilho, Aradas, Aveiro,  Portugal, no dia 13 de agosto de 1706. No século se chamou Manuel José Correia da Silva. Era religioso da Ordem dos Pregadores (Dominicanos) onde professou no dia 24 de novembro de 1723.
Ordenou-se padre no dia 12 de março de 1730.

## Bispo de Malaca (Singapura)
Foi eleito bispo de Malacca, Singapura, no dia 28 de março de 1746, aos 40 anos.
No dia 29 de junho de 1746 foi ordenado bispo pelas mãos de Dom Tomás Cardeal de Almeida, Patriarca de Lisboa, e de Dom Frei João da Cruz Salgado de Castilho, OCD, bispo de São Sebastião do Rio de Janeiro, Brasil.

## Bispo de Belém do Pará (Brasil)

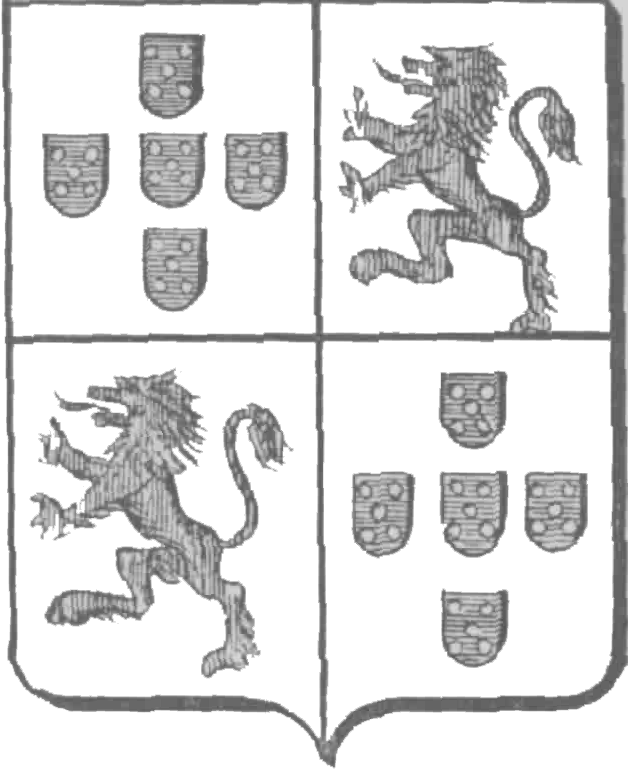
Brasão d'armas de Dom Miguel de Bulhões e Sousa

Com a renúncia de Dom Guilherme de São José no dia 15 de novembro de 1747, ficou vacante a sé de Belém do Pará, para a qual Dom Miguel foi nomeado bispo coadjutor no dia 8 de dezembro. No dia 18 de maio de 1748 sucede a Dom Frei Guilherme de São José no Bispado do Pará.
Dom Miguel chega a Belém do Pará no dia 9 de fevereiro de 1749, tomando posse no dia 14 de fevereiro. Sua entrada solene na catedral foi no dia 15 de fevereiro.
No dia 17 de junho Dom Miguel reabre o Seminário de Nossa Senhora das Missões e confia a direção ao padre jesuíta Gabriel Malagrida.
Em maio de 1753 o rei Dom José I manda que Dom Miguel de Bulhões assuma o governo da Província quando Mendonça Furtado partir para as fronteiras.
No dia 23 de dezembro de 1755 Dom Miguel realiza a bênção da nova Catedral de Belém, obra de Antônio Landi.
Dom Miguel viverá o episódio da expulsão dos jesuítas dos domínios portugueses em 1759.
Em 19 de janeiro de 1759 Dom José I, rei de Portugal, manda seqüestrar os bens da Companhia de Jesus, por influência do Marquês de Pombal. Em fevereiro deste mesmo ano Dom Miguel toma posse como Visitador e Reformador dos Jesuítas. Os jesuítas são expulsos dos domínios portugueses em 3 de setembro, determinando assim a decadência total das aldeias e das atividades missionárias.
Dom Frei Miguel de Bulhões e Sousa, bispo eleito de Leiria, deixa o Pará, no dia 12 de setembro de 1760, viajando no mesmo navio em que iam os jesuítas expulsos.

### Sucessão
Dom Frei Miguel de Bulhões e Sousa é o 3º bispo de Belém do Pará, sucedeu a Dom Frei Guilherme de São José, e teve como sucessor 
Dom João de São José de Queirós da Silveira.

## Bispo de Leiria (Portugal)
Dom Miguel é nomeado Bispo de Leiria, Portugal,  no dia 24 de março de 1760.
Dom Miguel faleceu em Portugal no dia 30 de setembro de 1778, aos 72 anos de idade. Dom Alberto Ramos registra em sua Cronologia eclesiástica do Pará que « falece em Portugal, dom frei Miguel de Bulhões e Souza, OP, 3º Bispo do Pará. Enterrado na Catedral de Leiria, seu corpo apareceu intacto, quando foram fazer escavações, já na segunda metade deste século.» (Ramos, 1980).